# جیمز باند ۰۰۷: افسانه‌ها
جیمز باند ۰۰۷: افسانه‌ها (به انگلیسی: 007 Legends) یک بازی ویدئویی در سبک تیراندازی اول شخص براساس شخصیت «جیمز باند» مأمور مخفی انگلیسی تبار می‌باشد. این بازی توسط شرکت یوروکام تولید و در اکتبر ۲۰۱۲ به وسیلهٔ اکتیویژن برای پلی‌استیشن ۳ و ایکس‌باکس ۳۶۰، و در نوامبر ۲۰۱۲ برای مایکروسافت ویندوز و دسامبر ۲۰۱۲ برای کنسول وی یو منتشر گردید.
این بازی هم به صورت نسخه فیزیکی و هم به صورت قابل دانلود از طریق شبکه پلی‌استیشن و فروشگاه ایکس‌باکس لایو در تاریخ عرضه در اختیار علاقه‌مندان قرار گرفت.
نسخه پال کنسول وی یو این بازی در بعضی نقاط اروپا در تاریخ ۶ دسامبر ۲۰۱۲ و در انگلستان در تاریخ ۱۲ دسامبر ۲۰۱۲ منتشر شد. انتشار نسخه‌ای که قرار بود در استرالیا عرضه گردد لغو شد.
این بازی به مناسبت پنجاهمین سالگرد عرضه سری فیلم‌های جیمز باند منتشر شد  . به همین مناسبت در بخش تک‌نفره بازی، یک مأموریت برگرفته از شش فیلم سری جیمز باند در بازی گنجانده شده‌است که شامل «پنجه طلایی (شون کانری)»، «در خدمت سرویس مخفی ملکه (جورج لازنبی)»، «مون ریکر (راجر مور)»، «جواز قتل (تیموتی دالتون)»، «روزی دیگر بمیر (پیرس برازنان)» و «اسکای فال (دنیل کریگ)» می‌باشد و به صورت محتوای قابل دانلود برای ایکس‌باکس ۳۶۰، پلی‌استیشن ۳ و رایانه‌های شخصی عرضه گردید. این مراحل به صورت فیزیکی بر روی دیسک برای وی یو منتشر شد. بازی جیمز باند: افسانه‌ها، چهارمین و آخرین نسخه از مجموعه بازی‌های جیمز باند به‌شمار می‌رود که توسط اکتیویژن منتشر گردیده است.

## گیم پلی
بازی توسط موتور بازیسازی قبلی شرکت سازنده (یوروکام) که بازی «چشم طلایی ریلودد» در سال ۲۰۱۱ به وسیلهٔ آن ساخته شده بود، تولید گردید و گیم پلی مشابهی را عرضه می‌دارد. مهم‌ترین تغییر در روند بازی، تمرکز شرکت سازنده بر گیم پلی مبتنی بر مخفی‌کاری و هوش مصنوعی بهتر است. در بسیاری از قسمت‌های بخش تک‌نفره، بازیباز در موقعیتی قرار می‌گیرد که باید با مخفی کاری از ان مرحله عبور کند و فرار و درگیری با دشمنان جزو انتخاب‌های بعدی هستند. به همین دلیل قهرمان بازی از ابتدای بخش تک‌نفره بازی به گجتهای مخصوصی مانند «گوشی هوشمند» با قابلیت‌های جدید، «دوربین دوچشمی»، یک قلم جدید با قابلیت پرتاب دارت و یک ساعت مچی با قابلیت ردگیری دشمنان و شلیک لیزر، مجهز می‌باشد.
قابلیت جدید اضافه شده به گیم پلی، امکان دریافت امتیازهای تجربه برای پیشرفت قهرمان بازی و بازکردن یا ارتقاء قابلیت گجت‌ها، اسلحه‌ها و توانائی‌های فیزیکی جیمز باند می‌باشد. نکته جالب دیگر در گیم پلی وجود حداقل یک مرحله رانندگی در هر مأموریت می‌باشد. همچنین سیستم جدید مبارزه تن به تن که به بازیباز قابلیت کنترل ضربات مشت جیمز باند را می‌دهد.
بخش چندنفره بازی از تمامی پلتفرم‌ها پشتیبانی می‌کند. قابلیت بازی همزمان ۴ بازیباز به‌طور همزمان در بخش آفلاین (بصورت تقسیم شدن صفحه بازی) و حداکثر ۱۲ نفر در حالت آنلاین از قابلیت‌های بخش مولتی پلیر است.

## داستان
در پی تعقیب شخصی بنام پاتریک در استانبول، جیمز باند (چهره شبیه دنیل کریگ و صدای تیموتی واتسون) به‌طور اتفاقی توسط همکارش تیر خورده و زخمی می‌شود و از روی قطار به داخل رودخانه سقوط می‌کند. در حین سقوط خاطرات مأموریت‌های قبلی جیمز باند (مابین ذره‌ای آرامش و اسکای فال) به صورت فلش بک برایش مرور می‌شود. به همین دلیل تمام قسمت‌های بازی دارای خط داستانی مجزا و مستقل می‌باشند.
خط داستانی بازی در سویس، کوه‌های آلپ، ایسلند و برزیل می‌گذرد.

## مراحل تولید
در تاریخ ۱۸ آوریل ۲۰۱۲ شرکت اکتیویژن در معرفی رسمی بازی هیچ اشاره‌ای به فیلم‌های اقتباس شده در بازی نکرد.
«مون ریکر» اولین مأموریت از بازی بود که به صورت رسانه‌ای مشخص گردید و معلوم شد که دومین مرحله بازی براساس فیلم «در خدمت سرویس مخفی ملکه» می‌باشد. همچنین مشخص شد مرحله آغازین بازی «پنجه طلایی» بوده که مراحل «جواز قتل» و «روزی دیگر بمیر» ادامه دهنده خط داستانی بازی هستند. تنها مرحله‌ای که به صورت مستقیم در دیسک بازی قرار نگرفت، مأموریت «اسکای فال» بود، که در تاریخ ۲۰ نوامبر ۲۰۱۲ به صورت محتوای قابل دانلود رایگان برای رایانه‌های شخصی، پلی‌استیشن ۳ و ایکس‌باکس ۳۶۰ در دسترس قرار گرفت.
«بروس فیرستین» که نویسنده سه فیلم و چهار بازی از دنیای جیمز باند بوده، به‌طور ویژه‌ای در نگارش خط داستانی بازی با شرکت یوروکام همکاری داشته‌است.

## بازتاب‌ها
بازی جیمز باند ۰۰۷: افسانه‌ها نمرات پایین و بازخورد منفی از منتقدان گرفت.
| گردآورنده  | امتیاز                                                                   |
| ---------- | ------------------------------------------------------------------------ |
| گیم‌رنکینگز | (پلی‌استیشن ۳) ۴۸.۳۵٪ (اکس‌باکس ۳۶۰) ۴۷.۷۴٪ (وی یو) ۴۰.۶۷٪ (ویندوز) ۱۶.۰۰٪ |
| متاکریتیک  | (اکس‌باکس ۳۶۰) ۴۵/۱۰۰ (پلی‌استیشن ۳) ۴۱/۱۰۰ (ویندوز) ۲۶/۱۰۰                |

| ناشر               | امتیاز |
| ------------------ | ------ |
| گیم اینفورمر       | ۴/۱۰   |
| آی‌جی‌ان             | ۴.۵/۱۰ |
| Gaming Nexus       | ۸.۵/۱۰ |
| IT News Africa     | ۷/۱۰   |
| The Globe and Mail | ۵/۱۰   |

بعد از دریافت نمرات پائین و فروش ضعیف نسخه کنسولی این بازی، شرکت یوروکام در نیمه پایانی سال ۲۰۱۴ تعداد ۲۰۰ نفر از کارمندان خود را اخراج نمود و تصمیم گرفت توان و زمینه کاری شرکت را برای تولید بازی‌های تلفن همراه قرار دهد.
در ۴ ژانویه ۲۰۱۳ شرکت اکتیویژن و فروشگاه آنلاین استیم بدون هیچگونه هشدار قبلی اقدام به خارج نمودن بازی‌های «ذره‌ای آرامش»، «سنگ خونین» و «۰۰۷:افسانه‌ها» از دسترس کاربران نمود  . در مدت کوتاهی پس از این اتفاق نسخه‌های ایکس‌باکس ۳۶۰ و پلی‌استیشن ۳ بازی از روی شبکه پلی‌استیشن و ایکس‌باکس لایو برداشته شد.